# پرواز سرنشین‌دار آزمایشی بوئینگ
پرواز سرنشین‌دار آزمایشی بوئینگ (انگلیسی: Boeing Crew Flight Test؛ یا Boe-CFT) نخستین پرواز سرنشین‌دار بوئینگ استارلاینر و در کل سومین پرواز آزمایشی مداری استارلاینر پس از دو پرواز مداری آزمایشی بدون سرنشین با نام‌های Boe-OFT و Boe-OFT 2 به ترتیب در سال‌های ۲۰۱۹ و ۲۰۲۲ بود. این مأموریت شامل حمل خدمهٔ دونفره‌ای متشکل از دو فضانورد ناسا، بری ئی. ویلمور و سونیتا ویلیامز به ایستگاه فضایی بین‌المللی طی یک پرواز آزمایشی یک هفته‌ای و سپس برگرداندن خدمه به‌واسطهٔ فرود بر روی زمین در جنوب غربی آمریکا بود.
نخستین پرواز سرنشین‌دار آزمایشی در ابتدا برای سال ۲۰۱۷ برنامه‌ریزی شده بود. تأخیرهای متعدد باعث شد تا امکان پرتاب این پرواز تا ۲۱ ژوئیهٔ ۲۰۲۳ میسر نشود.
فضاپیمای مورد استفاده در این پرواز در ۱۶ آوریل ۲۰۲۴ به‌منظور آماده‌سازی برای پرتاب با وسیلهٔ پرتاب اتلس ادغام شد. برخاست این پرواز برای ساعت ۲:۳۴ (UTC) روز ۷ مهٔ ۲۰۲۴ برنامه‌ریزی شده بود، اما دو ساعت پیش از برخاست، با کشف مشکل در سوپاپ اکسیژن موشک اتلس ۵ ائتلاف پرتاب و راه‌اندازی (ULA)، به تأخیر افتاد. پس از تأخیر اولیه، به‌دلیل نشت هلیوم در ماژول سرویس استارلاینر، پرتاب فضاپیما چندین بار با تأخیر مواجه شد. دومین اقدام برای پرتاب فضاپیما در ۱ ژوئن، ساعت ۱۶:۲۵ (UTC) انجام شد، اما با ثبت از دست رفتن افزونگی به‌دلیل مشکل در تأمین برق توسط رایانهٔ ترتیب‌دهندهٔ پرتاب زمینی، تنها ۵۰ ثانیه پیش از پرتاب برای ۳ دقیقه به تأخیر افتاد. سومین اقدام برای پرتاب در ۵ ژوئن، ساعت ۱۴:۵۲ (UTC) موفقیت‌آمیز بود.